# De zaak Alzheimer (film)
De zaak Alzheimer is een film van Erik Van Looy uit 2003, waarin Jan Decleir de hoofdrol vertolkt. Hij speelt een huurmoordenaar bij wie de verschijnselen van de ziekte van Alzheimer steeds duidelijker worden.
Het is een bewerking van het gelijknamige boek van Jef Geeraerts uit 1985.
De film werd een kassucces in Vlaanderen, meer dan 750.000 mensen gingen ervoor naar de bioscoop. In de Verenigde Staten werd de film in 2005 uitgebracht onder de titel The Memory of a Killer (Het geheugen van een moordenaar) en in 2022 kwam een remake aan onder de naam Memory. De film staat in de top van best bekeken Belgische films aller tijden.

## Verhaal
Antwerpen, 1995. Een man (Koen De Bouw) is op bezoek bij vader Cuypers (Dirk Roofthooft) die zijn dochter Bieke (Laurien Van den Broeck) prostitueert aan mannen die daarvoor flink moeten betalen. De bezoekende man blijkt echter Eric Vincke, commissaris van de gerechtelijke politie bij het Parket van Antwerpen. Vader Cuypers wordt neergeschoten door commissaris in opleiding Freddy Verstuyft (Werner De Smedt), als wettige zelfverdediging bij een inval nadat Vincke wordt ontmaskerd. Dochter Bieke, getraumatiseerd door de gewelddadige dood van haar vader, wordt uit het huis meegenomen door de politie.
Angelo Ledda (Jan Decleir) is een huurmoordenaar met beginnende symptomen van de ziekte van Alzheimer, die in Antwerpen is opgegroeid samen met zijn -nu volledig demente- broer, die er in een verpleeginrichting verblijft. Angelo wordt vanuit Marseille naar België gestuurd om daar twee smerige opdrachten op te knappen. In het Antwerpse hotel waar hij verblijft, krijgt hij zijn opdrachten van Seynaeve (Gene Bervoets). Hij dringt eerst binnen in de woning van topambtenaar Bob Van Camp (Lucas Van den Eynde), die verplicht wordt om zijn kluis te openen en cassettes met geluids- en beeldmateriaal aan Ledda te overhandigen. Vervolgens breekt Ledda de nek van Van Camp en begraaft hij het lijk in een tuin.
Vincke en Verstuyft moeten de verdwijning van topambtenaar Van Camp onderzoeken in opdracht van hun commissaris François Van Parys (Johan Van Assche), wiens vrouw zogenaamd een goede vriendin is van Eva Van Camp (Els Dottermans). Hierbij krijgen Vincke en Verstuyft de hulp van twee collega's van de gerechtelijke politie, Linda De Leenheer (Hilde De Baerdemaeker) en Tom Coemans (Geert Van Rampelberg). Ze worden in hun speurwerk meermaals tegengewerkt door de concurrerende rijkswacht, met name majoor De Keyzer (Filip Peeters).
Als Ledda als tweede opdracht een kind van twaalf (Bieke Cuypers) moet doden, weigert hij verontwaardigd, waarna Gilles Resnais (Patrick Descamps), zijn Franse baas, het kind komt ombrengen. De dag nadien probeert Resnais in opdracht van Seynaeve Ledda in zijn wagen op te blazen, maar hij schiet daarbij per ongeluk de prostituee Anja Laeremans (Deborah Ostrega) dood, die de nacht ervoor met Ledda naar bed was geweest, en die hem zijn Alzheimer-medicatie kwam brengen die hij in de hotelkamer had laten liggen. Daarna wordt Resnais zelf vermoord door Ledda. Hij kan de speurders aanvankelijk doen geloven dat hijzelf in de geëxplodeerde wagen is omgekomen.
Daarop vermoordt Ledda de tussenpersoon van zijn opdrachtgever, Seynaeve. Via diens Nederlandse vrouw Henriëtte (Lone van Roosendaal) vindt het team van de gerechtelijke politie een spoor dat leidt naar minister van staat Baron Henri Gustave de Haeck (Jo De Meyere).
Vervolgens vermoordt Ledda Jean de Haeck (Tom Van Dyck), zoon van baron de Haeck. Baron de Haeck blijkt de opdrachtgever van Seynaeve te zijn. Zoon Jean de Haeck was betrokken bij seksfeesten met kinderprostitutie en zijn opvolger als directeur-generaal van Ruimtelijke Ordening was ... Bob Van Camp. Die chanteerde Jean de Haeck en daarom moesten zowel hij als het betrokken kind-prostituee Bieke Cuypers verdwijnen.
Ledda weet daarbij te ontsnappen aan de politie. Tijdens zijn vlucht wordt hij gewond en is dan verplicht één rijkswachter (Jan Van Looveren) te doden en diens collega zwaar te verwonden.
Baron de Haeck voelt zich niet meer veilig na de moord op zijn zoon en schakelt daarom rijkswachtbescherming in. Wanneer Ledda de Haeck wil vermoorden, mislukt dit omdat hij zijn slagpin van zijn pistool vergat. Zo wordt hij uiteindelijk opgepakt, maar hij weigert te praten met de verhoorders van de rijkswacht. Als hij uiteindelijk bij commissaris Vincke terechtkomt, doet hij wel het hele verhaal, omdat hij hem als enige vertrouwt. Bij zijn verhaal voegt hij eraan toe dat hij ook een audiocassette met belangrijk bewijsmateriaal heeft verstopt. Hierop staat een telefoongesprek, waarin Van Camp door baron de Haeck met de dood wordt bedreigd.
De gezondheid van Ledda gaat sterk achteruit, en hij komt in het ziekenhuis terecht. Als Vincke Ledda bezoekt, beweert Ledda dat hij niet meer weet waar de cassette ligt, omdat er iemand meeluistert die hij niet vertrouwt. Hij geeft toch subtiel een eerste hint (hij vraagt namelijk als laatste wens een pita, met de "T" van "te traag").
Een vriend van baron de Haeck, psychiater Joseph Vlerick (Vic De Wachter) wordt aangesteld als gerechtspsychiater door een andere bondgenoot van de baron, substituut-procureur Marcel Bracke (Jappe Claes). Vlerick wordt door baron de Haeck gedwongen om Ledda een dodelijke injectie te gaan geven in het ziekenhuis, zodat Ledda niet meer zou kunnen getuigen. Vlerick faalt echter en Ledda gijzelt hem, waarop de rijkswacht alarm slaat.
Ledda wisselt zijn kleren met die van de psychiater, ze komen naar buiten onder een laken. De rijkswacht belegert het ziekenhuis, psychiater Vlerick wordt neergeschoten en Ledda slaagt er daardoor in om de auto te bereiken waarin Vincke en Verstuyft wachten. Na een kort gesprek (waarin Ledda zijn tweede hint geeft ("en route pour le néant" - op weg naar het grote niks -, waarin "néant" klinkt als "neon"), stapt hij uit waarop hij meteen doodgeschoten wordt.
Vincke heeft de volgende nacht thuis een nare droom, waarna hij zich plots realiseert waar de cassette ligt waarover Ledda het had, namelijk in de letter "T" van het woord "PITA" dat in neonletters aan diens ouderlijk huis hangt. Ledda wilde dat alleen Vincke erachter zou komen waar de cassette lag, anderen in de waan latend dat hij de plaats vergeten was. Met de cassette kan aangetoond worden dat baron de Haeck achter de moordopdrachten zat, waarop die gearresteerd wordt.

## Bewerking
De herwerking van het boek van Jef Geeraerts droeg aanzienlijk bij aan het succes van de film in België. De misdaadroman werd gepubliceerd in 1985, de film dateert van 2003, het verhaal in de film speelt zich af in 1995.
Het jaar 1995 is niet toevallig gekozen: in juni werden Julie en Mélissa ontvoerd door Marc Dutroux. Uit de verwikkelingen rond het proces van de Zaak-Dutroux bleek dat de samenwerking en de doorstroming van informatie tussen gerechtelijke politie en rijkswacht vaak slecht of zelfs helemaal niet functioneerden. De kinderprostitutie en de betrokkenheid hierin van een minister van staat en zijn omgeving refereren aan prostitutie-netwerken en ook naar de Roze Balletten, nooit overtuigend aangetoonde orgiën in de leidende kringen van het land, waarmee afpersing gemoeid zou zijn. De ontdekking van meer van dergelijke misdaden, aanhoudende geruchten over geheime netwerken en de flaters begaan bij de opsporing waren aanleiding voor de Witte Mars en plaatsten België lange tijd in het middelpunt van de politieke actualiteit. De plot in de film maakt duidelijk allusie op deze 'Belgische toestanden'.
Daardoor verschillen de personages Vincke en Verstuyft, maar vooral het karakter van Angelo Ledda nogal van de oorspronkelijke karakters in het boek. Jan Decleir zet een mens neer van vlees en bloed, een ervaren misdadiger weliswaar, maar een man die door de toeschouwer kan worden ingeschat en gewaardeerd. In het boek is Ledda een koud misdadiger die moorden op bestelling pleegt en daarbij zinloos geweld niet schuwt.
Auteur Jef Geeraerts duikt even op in de film, zittend naast een advocate, in een gang van het gerechtsgebouw.

## Rolverdeling
- Koen De Bouw - Commissaris Eric Vincke
- Jan Decleir - Angelo Ledda
- Werner De Smedt - Inspecteur Freddy Verstuyft
- Jo De Meyere - Baron Henri Gustave de Haeck
- Tom Van Dyck - Jean de Haeck
- Vic De Wachter - Dr. Joseph Vlerick
- Hilde De Baerdemaeker - Inspecteur Linda de Leenheer
- Geert Van Rampelberg - Inspecteur Tom Coemans
- Johan Van Assche - Hoofdcommissaris François Van Parys
- Jappe Claes - Procureur Marcel Bracke
- Gene Bervoets - Seynaeve
- Lone van Roosendaal - Henriette Seynaeve
- Lucas Van den Eynde - Bob Van Camp
- Els Dottermans - Eva Van Camp
- Anaïs Terryn - Ine Van Camp
- Patrick Descamps - Gilles Resnais
- Deborah Ostrega - Anja 'Truus' Laeremans
- Laurien Van den Broeck - Brigitte 'Bieke' Cuypers
- Dirk Roofthooft - Mr. Cuypers
- Filip Peeters - Majoor De Keyzer
- Marc Peeters - Adjudant Opdebeeck
- Bart Slegers - Eerste Wachtmeester Marc Lemmens
- Tom Waes - Wachtmeester Verheyen
- Eddy Vereycken - Wetsdokter Abbeloos
- Jan Van Looveren - Rijkswachter op motor
- Ludo Hoogmartens - Zakenman in hotelbar
- Roland De Jonghe - Paolo Ledda
- Katrien Vandendries - Verpleegster
- Marc Janssen - Aalmoezenier

## Trivia
- De film speelt zich af in 1995, maar de locomotief in de openingsscène (nr 7772) kwam maar in dienst in 2003.
- Eén van de kinderen in de film acteerde volgens Erik Van Looy niet zo goed en werd bij de montage overgedubd door een 14-jarige Clara Cleymans.[bron?]